# Dvojčata UNITIC
Dvojčata UNITIC (zkratka z United Investment and Trading Company, což je firma, které domy patří) jsou dvě výškové budovy, nacházející se v Sarajevu, hlavním městě Bosny a Hercegoviny, v jeho východní části. Neformálně se jim říká Momo i Uzeir, podle dvou účastníků televizního pořadu stanice Radiotelevizija Sarajevo. Oficiálně však není stanoveno, která z věží je Momo a která Uzeir.

## Historie
Budovy byly vystavěné v roce 1986 podle projektu architekta Ivana Štrause. Betonový skelet staveb byl obložen z venkovní strany sklem. Ve své době se jednalo o jedny z nejmodernějších staveb ve městě. Budovy však ve svojí původní podobě fungovaly pouhých několik let, následně je poničily boje a požár při obléhání Sarajeva v první polovině 90. let 20. století.